# Rietfonteintje
Het Rietfonteintje is een van de vele bronnen in het Brakelbos in de Vlaamse Ardennen. Samen met andere bronnen voedt hij de Sassegembeek (natuurgebied Bovenlopen Zwalm). Deze beek is een van de belangrijkste watertoevoerbeken voor de Zwalmbeek. Dit is zeker niet de enige bron in het Brakelbos, bronnen zijn typisch voor zo'n hellingbos met relatief sterke hoogteverschillen.
Het Rietfonteintje, centraal in het Brakelbos gelegen, is een van de opvallendste bronnen. Het water van deze bronzone wordt opgevangen in een gemetseld bronputje, en wordt vervolgens over enkele tientallen meters kunstmatig begeleid. 

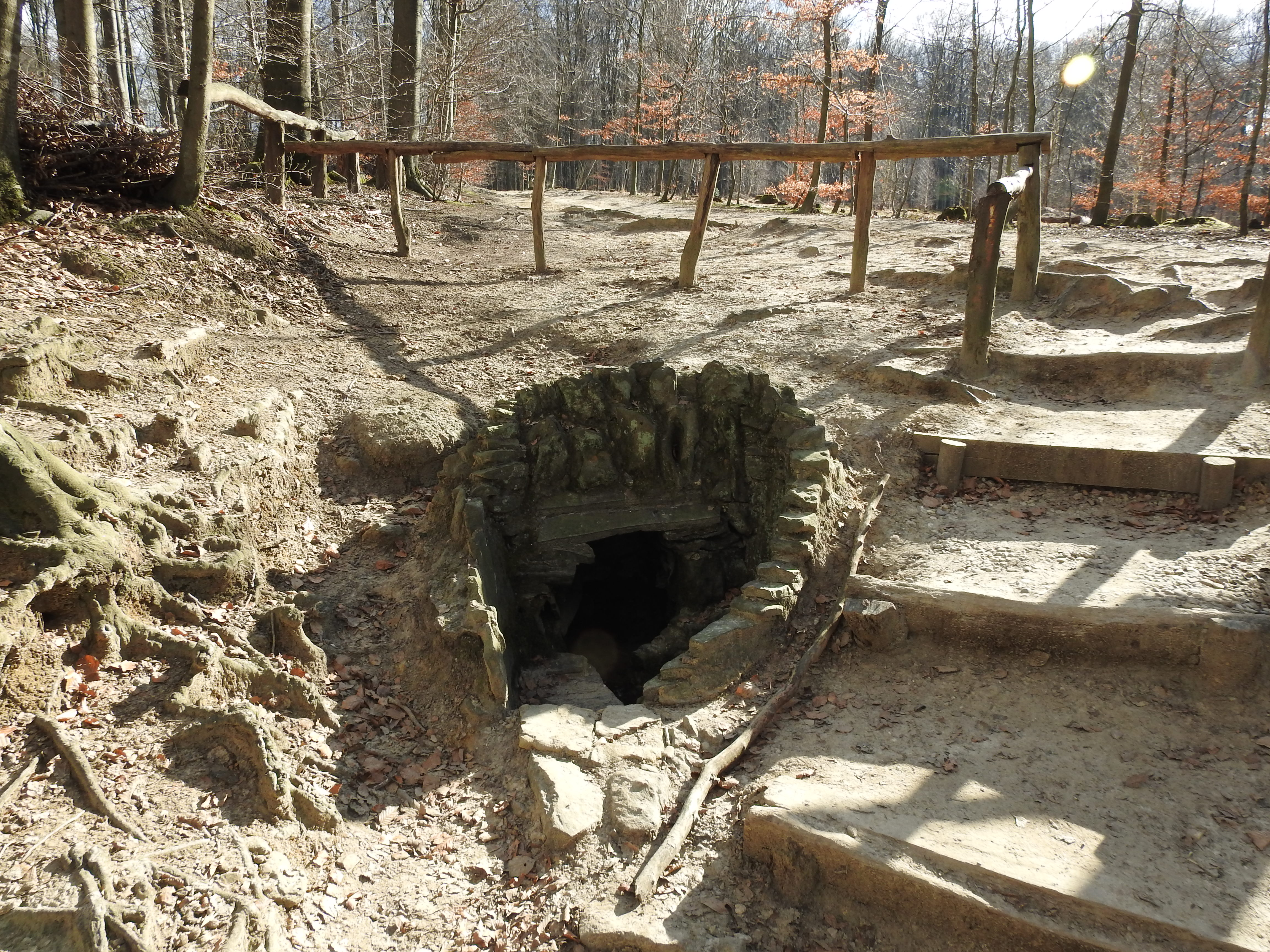
Het Rietfonteintje
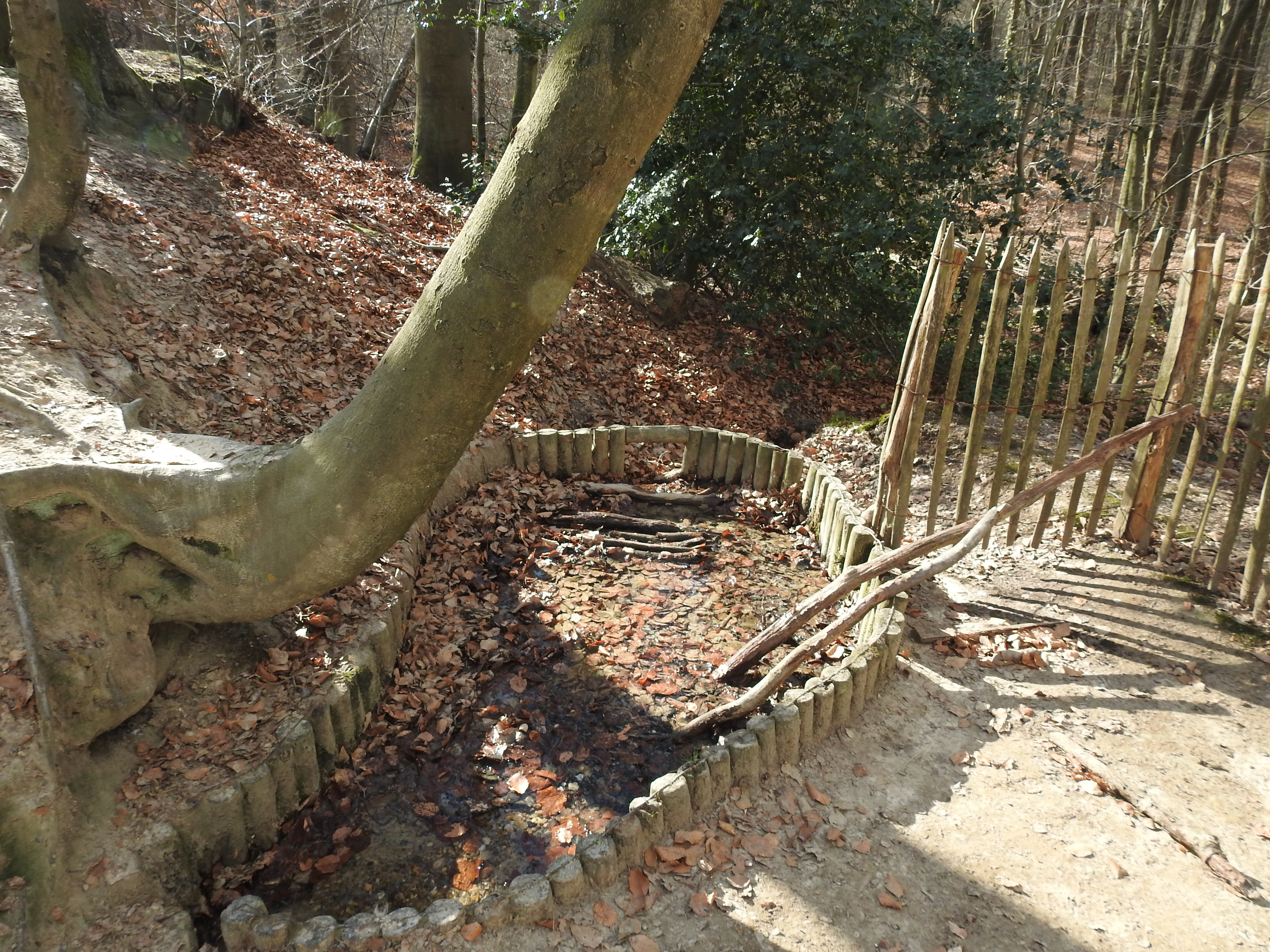
Gemetselde bronput van het Rietfonteintje
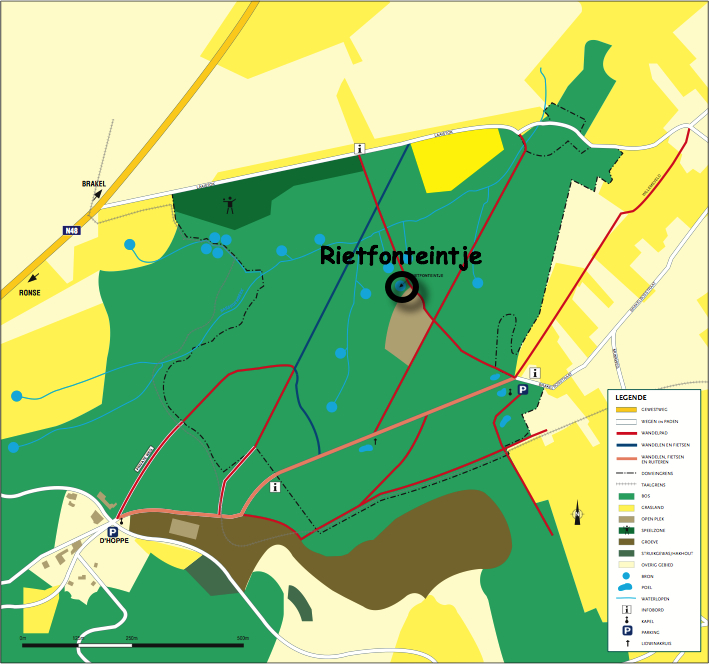
Ligging Rietfonteintje in Brakelbos